# 蘭道夫鎮區 (阿肯色州迪沙縣)
蘭道夫鎮區（英語：Randolph Township）是位於美國阿肯色州迪沙縣的一個行政鎮區。

## 地方資料
蘭道夫鎮區的面積為87.65平方千米，當中陸地面積為87.51平方千米，而水域面積為0.14平方千米。根據2010年美國人口普查的數據，當地共有人口5266人，而人口密度為每平方千米60.08人。